# نظام‌نامه اخلاقی انجمن روان‌شناسی آمریکا
اصول اخلاق حرفه‌ای در روانشناسی APA
اخلاق حرفه‌ای در حوزه روانشناسی مبتنی بر پنج اصل عمده است. این اصول، توسط انجمن روانشناسی آمریکا تدوین شده است و به روانشناسان کمک می‌کند تا در چهارچوب اخلاق حرفه‌ای در حوزه‌های درمان، آموزش، سنجش  به فعالیت بپردازند. این اصول عبارتند از:
اصل احترام به شان و آزادی انسان ها:
این اصل اشاره به احترام روانشناسان به تمامی انسان‌ها صرف نظر از رنگ، نژاد، قومیت، جنسیت، مذهب و ... دارد.
اصل وظیفه‌شناسی و مسئولیت پذیری:
روانشناسان در قبال رفاه و امور مربوط به سلامت روانشناختی افراد جامعه احساس مسئولیت دارند.
اصل سودمندی و عدم آسیب رسانی:
این اصل به تلاش روانشناسان برای رساندن منافع سلامت روانشناختی به افرادی که با آن‌ها کار می‌کنند اشاره دارد. 
علاوه بر این آن‌ها تلاش می‌کنند تا به این افراد آسیبی وارد نشود و در مواقعی که اجتناب از این آسیب امکان‌پذیر نیست، سطح آن را به حداقل برسانند.
اصل عدم تبعیض:
این اصل اشاره به این باور ذهنی و عملی روانشناسان دارد که تمامی افراد جامعه حق بر خورداری از خدمات روانشناختی با کیفیت برابر را دارند و از این لحاظ نباید تفاوتی بین افراد قایل شد.
اصل توجه به نظام ارزش‌های جامعه:
روان شناسان همواره در چهارچوب ارزش‌ها و معیارهای اجتماعی قدم برداشته و به آن‌ها پایبند هستند.
اصول اخلاقی روانشناسان و منشور رفتار
از جمله اصلاحات 2010 و 2016
تاریخ لازم الاجرا شدن در 1 ژوئن 2003 با اصلاحات از 1 ژوئن 2010 و 1 ژانویه 2017. حق چاپ © 2017 انجمن روانشناسی آمریکا. تمامی حقوق محفوظ است.
```
مقدمه و کاربرد
```

اصول اخلاقی روانشناسان انجمن روانشناسی آمریکا (APA) و منشور رفتار (از این پس به عنوان کد اخلاقی نامیده می شود) شامل یک مقدمه، یک مقدمه ، پنج اصل کلی  (AE) و استانداردهای اخلاقی خاص است . مقدمه قصد، سازماندهی، ملاحظات رویه ای و دامنه کاربرد کد اخلاقی را مورد بحث قرار می دهد. مقدمه و اصول کلی اهداف آرمانی برای هدایت روانشناسان به سوی عالی ترین آرمان های روانشناسی هستند. اگرچه مقدمه و اصول کلی به خودی خود قواعد قابل اجرا نیستند، اما باید توسط روانشناسان برای رسیدن به یک اقدام اخلاقی مورد توجه قرار گیرند. استانداردهای اخلاقی قوانین قابل اجرا را برای رفتار به عنوان روانشناس تعیین می کند. بسیاری از استانداردهای اخلاقی به طور گسترده نوشته شده اند تا برای روانشناسان در نقش های مختلف اعمال شوند، اگرچه کاربرد استاندارد اخلاقی ممکن است بسته به زمینه متفاوت باشد. استانداردهای اخلاقی جامع نیستند. این واقعیت که یک رفتار معین به طور خاص توسط یک استاندارد اخلاقی مورد توجه قرار نمی گیرد، به این معنی نیست که لزوماً اخلاقی یا غیراخلاقی است.
این آیین نامه اخلاقی فقط در مورد فعالیت های روان شناسان که بخشی از نقش های علمی، آموزشی یا حرفه ای آنها به عنوان روانشناس است، اعمال می شود. حوزه های تحت پوشش شامل، اما نه محدود به بالینی، مشاوره، و عملکرد مدرسه روانشناسی است. تحقیق؛ تدریس؛ نظارت بر کارآموزان؛ خدمات عمومی؛ توسعه سیاست؛ مداخله اجتماعی؛ توسعه ابزارهای ارزیابی؛ انجام ارزیابی ها؛ مشاوره تحصیلی؛ مشاوره سازمانی؛ فعالیت های پزشکی قانونی؛ طراحی و ارزیابی برنامه؛ و مدیریت. این کد اخلاقی برای این فعالیت‌ها در زمینه‌های مختلف، مانند ارسال‌های حضوری، پستی، تلفنی، اینترنتی و سایر ارسال‌های الکترونیکی اعمال می‌شود. این فعالیت‌ها باید از رفتار صرفاً خصوصی روان‌شناسان، که در حیطه‌ی قواعد اخلاقی نیستند، متمایز شوند.
عضویت در APA اعضا و دانشجویان وابسته را متعهد می‌سازد که از استانداردهای آیین‌نامه اخلاقی APA و قوانین و رویه‌های مورد استفاده برای اجرای آنها پیروی کنند. عدم آگاهی یا درک نادرست از یک استاندارد اخلاقی، خود دفاعی در برابر اتهام رفتار غیراخلاقی نیست.
مراحل تشکیل، بررسی و حل و فصل شکایات مربوط به رفتار غیراخلاقی در قوانین و رویه‌های فعلی کمیته اخلاق APA شرح داده شده است . APA ممکن است اعضای خود را به دلیل نقض استانداردهای منشور اخلاقی، از جمله خاتمه عضویت در APA تحریم کند و ممکن است سایر نهادها و افراد را از اقدامات خود مطلع کند. اقداماتی که استانداردهای منشور اخلاقی را نقض می‌کند همچنین ممکن است منجر به اعمال تحریم‌هایی علیه روان‌شناسان یا دانشجویان شود، خواه عضو APA باشند یا نباشند، توسط ارگان‌هایی غیر از APA، از جمله انجمن‌های روان‌شناختی ایالتی، سایر گروه‌های حرفه‌ای، هیئت‌های روان‌شناسی، سایر ایالت‌ها یا فدرال‌ها. آژانس ها و پرداخت کنندگان خدمات بهداشتی. علاوه بر این، APA ممکن است پس از محکومیت یک عضو به جرم جنایت، اخراج یا تعلیق از یک انجمن روان‌شناختی دولتی وابسته، یا تعلیق یا از دست دادن مجوز اقدام علیه او انجام دهد. زمانی که تحریمی که قرار است توسط APA اعمال شود کمتر از اخراج باشد، قوانین و رویه‌های 2001 فرصتی را برای استماع حضوری تضمین نمی‌کند، اما عموماً مقرر می‌دارد که شکایات فقط بر اساس سوابق ارسالی حل و فصل می‌شوند.
هدف از کد اخلاقی ارائه راهنمایی برای روانشناسان و استانداردهای رفتار حرفه ای است که می تواند توسط APA و سایر نهادهایی که آنها را اتخاذ می کنند، اعمال کنند. قانون اخلاق به عنوان مبنایی برای مسئولیت مدنی در نظر گرفته نشده است. اینکه آیا یک روانشناس استانداردهای آیین نامه اخلاقی را نقض کرده است به خودی خود تعیین نمی کند که آیا روانشناس از نظر قانونی در دادگاه مسئول است، آیا قرارداد قابل اجرا است یا اینکه آیا عواقب حقوقی دیگری رخ می دهد یا خیر.
اصلاح کننده های مورد استفاده در برخی از استانداردهای این آیین نامه اخلاقی (به عنوان مثال، منطقی، مناسب، بالقوه) زمانی در استانداردها گنجانده می شوند که (1) اجازه قضاوت حرفه ای از جانب روانشناسان را می دهند، (2) بی عدالتی یا نابرابری را از بین می برند. بدون تعدیل کننده رخ می دهد، (3) از کاربردپذیری در طیف وسیعی از فعالیت های انجام شده توسط روانشناسان اطمینان حاصل می کند، یا (4) محافظت در برابر مجموعه ای از قوانین سفت و سخت که ممکن است به سرعت منسوخ شوند. همانطور که در این آیین نامه اخلاقی استفاده می شود، اصطلاح معقول به معنای قضاوت حرفه ای غالب روانشناسانی است که در شرایط مشابه درگیر فعالیت های مشابهی هستند، با توجه به دانشی که روانشناس در آن زمان داشت یا باید می داشت.
روانشناسان در فرآیند تصمیم گیری در مورد رفتار حرفه ای خود، علاوه بر قوانین قابل اجرا و مقررات هیئت روانشناسی، باید این آیین نامه اخلاقی را نیز در نظر بگیرند. روانشناسان ممکن است در به کار بردن منشور اخلاقی در کار حرفه‌ای خود، مواد و دستورالعمل‌های دیگری را که توسط سازمان‌های علمی و حرفه‌ای روان‌شناختی و دستورات وجدان خودشان اتخاذ یا تأیید شده‌اند، در نظر بگیرند و همچنین با دیگران در این زمینه مشورت کنند. اگر این منشور اخلاقی استاندارد رفتاری بالاتری را از آنچه که قانون لازم است ایجاد کند، روانشناسان باید استانداردهای اخلاقی بالاتری را رعایت کنند. اگر مسئولیت‌های اخلاقی روان‌شناسان با قانون، مقررات یا سایر اختیارات قانونی حاکم در تضاد باشد، روان‌شناسان تعهد خود را به این منشور اخلاقی اعلام می‌کنند و اقداماتی را برای حل تعارض به شیوه‌ای مسئولانه و با رعایت اصول اولیه حقوق بشر انجام می‌دهند.
```
مقدمه
```

روانشناسان متعهد به افزایش دانش علمی و حرفه ای از رفتار و درک افراد از خود و دیگران و استفاده از این دانش برای بهبود وضعیت افراد، سازمان ها و جامعه هستند. روانشناسان به حقوق مدنی و بشری و اهمیت اصلی آزادی تحقیق و بیان در تحقیق، تدریس و انتشار احترام می گذارند و از آنها حمایت می کنند. آنها در تلاش برای کمک به مردم در توسعه قضاوت ها و انتخاب های آگاهانه در مورد رفتار انسانی هستند. در انجام این کار، آنها نقش های بسیاری مانند محقق، آموزش دهنده، تشخیص، درمانگر، ناظر، مشاور، مدیر، مداخله گر اجتماعی و شاهد متخصص را ایفا می کنند. این آیین نامه اخلاقی مجموعه ای مشترک از اصول و استانداردها را ارائه می دهد که روانشناسان کار حرفه ای و علمی خود را بر اساس آن بنا می کنند.
هدف از این آیین نامه اخلاقی ارائه استانداردهای خاصی برای پوشش بیشتر موقعیت هایی است که روانشناسان با آن مواجه می شوند. هدف آن رفاه و حمایت از افراد و گروه هایی است که روانشناسان با آنها کار می کنند و آموزش اعضا، دانش آموزان و عموم مردم در مورد استانداردهای اخلاقی این رشته.
توسعه مجموعه ای پویا از استانداردهای اخلاقی برای رفتار مرتبط با کار روانشناسان نیازمند تعهد شخصی و تلاش مادام العمر برای عمل اخلاقی است. تشویق رفتار اخلاقی دانش آموزان، سرپرستان، کارکنان و همکاران؛ و مشورت با دیگران در مورد مشکلات اخلاقی.
```
اصول کلی
```

این بخش شامل اصول کلی است. اصول کلی، برخلاف استانداردهای اخلاقی، ماهیت آرمانی دارند. هدف آنها هدایت و الهام بخشیدن به روانشناسان به سمت عالی ترین آرمان های اخلاقی این حرفه است. اصول کلی برخلاف استانداردهای اخلاقی، بیانگر تعهدات نیست و نباید مبنای اعمال تحریم ها باشد. تکیه بر اصول کلی به هر یک از این دلایل، معنا و هدف آنها را مخدوش می کند.
اصل الف: سودمندی و عدم سوء استفاده
روانشناسان می کوشند به کسانی که با آنها کار می کنند سود ببرند و مراقب هستند که آسیبی نرسانند. روانشناسان در اقدامات حرفه ای خود به دنبال حفظ رفاه و حقوق افرادی هستند که به طور حرفه ای با آنها تعامل دارند و سایر افراد آسیب دیده و رفاه حیوانات مورد تحقیق. وقتی تعارض‌هایی بین تعهدات یا نگرانی‌های روان‌شناس رخ می‌دهد، آنها سعی می‌کنند این تعارض‌ها را به شیوه‌ای مسئولانه حل کنند که از آسیب جلوگیری کرده یا به حداقل می‌رساند. از آنجا که قضاوت‌ها و اقدامات علمی و حرفه‌ای روان‌شناسان ممکن است بر زندگی دیگران تأثیر بگذارد، آنها مراقب عوامل شخصی، مالی، اجتماعی، سازمانی یا سیاسی هستند که ممکن است منجر به سوء استفاده از تأثیر آنها شود. روانشناسان تلاش می کنند از تأثیر احتمالی سلامت جسمی و روانی خود بر توانایی خود برای کمک به افرادی که با آنها کار می کنند آگاه باشند.
اصل ب: وفاداری و مسئولیت
روانشناسان با کسانی که با آنها کار می کنند روابط اعتماد برقرار می کنند. آنها از مسئولیت های حرفه ای و علمی خود در قبال جامعه و جوامع خاصی که در آن کار می کنند آگاه هستند. روانشناسان استانداردهای رفتار حرفه ای را رعایت می کنند، نقش ها و تعهدات حرفه ای خود را روشن می کنند، مسئولیت مناسب رفتار خود را می پذیرند و به دنبال مدیریت تضاد منافعی هستند که می تواند منجر به استثمار یا آسیب شود. روانشناسان تا حدی که برای تامین منافع کسانی که با آنها کار می کنند، با سایر متخصصان و مؤسسات مشورت می کنند، به آنها مراجعه می کنند یا با آنها همکاری می کنند. آنها نگران انطباق اخلاقی رفتار علمی و حرفه ای همکاران خود هستند. روانشناسان تلاش می کنند تا بخشی از زمان حرفه ای خود را برای جبران کم یا بدون مزیت شخصی اختصاص دهند.
اصل ج: صداقت
روانشناسان به دنبال ارتقای دقت، صداقت و صداقت در علم، آموزش و عمل روانشناسی هستند. در این فعالیت‌ها، روان‌شناسان دزدی نمی‌کنند، تقلب نمی‌کنند یا درگیر کلاهبرداری، دزدی، یا ارائه اشتباه عمدی واقعیت هستند. روانشناسان تلاش می کنند به وعده های خود عمل کنند و از تعهدات نابخردانه یا نامشخص اجتناب کنند. در شرایطی که فریب ممکن است از نظر اخلاقی برای به حداکثر رساندن منافع و به حداقل رساندن آسیب توجیه پذیر باشد، روانشناسان موظف هستند که نیاز، پیامدهای احتمالی و مسئولیت خود را برای اصلاح هرگونه بی اعتمادی یا سایر اثرات مضر ناشی از استفاده از چنین تکنیک هایی
اصل د:
روانشناسان عدالت تشخیص می دهند که انصاف و عدالت به همه افراد حق دسترسی و بهره مندی از کمک های روانشناسی و کیفیت برابر در فرآیندها، رویه ها و خدماتی که توسط روانشناسان انجام می شود را می دهد. روانشناسان قضاوت معقولانه ای دارند و اقدامات احتیاطی را انجام می دهند تا اطمینان حاصل کنند که سوگیری های بالقوه، مرزهای صلاحیت و محدودیت های تخصص آنها منجر به اعمال ناعادلانه نمی شود یا از آنها چشم پوشی نمی کند.
اصل E: احترام به حقوق و کرامت مردم
روانشناسان به حیثیت و ارزش همه افراد و حقوق افراد برای حفظ حریم خصوصی، رازداری و تعیین سرنوشت احترام می گذارند. روانشناسان آگاه هستند که تدابیر حفاظتی ویژه ممکن است برای حفاظت از حقوق و رفاه افراد یا جوامعی که آسیب پذیری آنها باعث اختلال در تصمیم گیری مستقل می شود، ضروری باشد. روانشناسان از تفاوت‌های فرهنگی، فردی و نقشی، از جمله تفاوت‌های مبتنی بر سن، جنسیت، هویت جنسی، نژاد، قومیت، فرهنگ، منشأ ملی، مذهب، گرایش جنسی، ناتوانی، زبان، و وضعیت اجتماعی-اقتصادی آگاه هستند و به آن‌ها احترام می‌گذارند و این موارد را در نظر می‌گیرند. عواملی که هنگام کار با اعضای چنین گروه هایی وجود دارد. روانشناسان سعی می کنند بر اساس آن عوامل تأثیر تعصبات را در کار خود از بین ببرند و آگاهانه در فعالیت های دیگران شرکت نمی کنند یا بر اساس چنین پیش داوری هایی از آنها چشم پوشی می کنند.
```
بخش 1: حل و فصل مسائل اخلاقی
```

1.01 سوء استفاده از کار روانشناسان
اگر روانشناسان از سوء استفاده یا ارائه نادرست کار خود مطلع شوند، اقدامات معقولی را برای اصلاح یا به حداقل رساندن سوء استفاده یا ارائه نادرست انجام می دهند.
1.02 تعارض بین اخلاق و قانون، مقررات، یا سایر مراجع قانونی حاکم
اگر مسئولیت های اخلاقی روانشناسان با قانون، مقررات یا سایر اختیارات قانونی حاکم در تضاد باشد، روانشناسان ماهیت تعارض را روشن می کنند، تعهد خود را به منشور اخلاقی اعلام می کنند و می پذیرند. اقدامات منطقی برای حل تعارض مطابق با اصول کلی و استانداردهای اخلاقی کد اخلاقی. تحت هیچ شرایطی نمی توان از این استاندارد برای توجیه یا دفاع از نقض حقوق بشر استفاده کرد.
1.03 تضاد بین اخلاق و خواسته های سازمانی  
اگر خواسته های سازمانی که روانشناسان با آن وابسته هستند یا برای آنها کار می کنند با این آیین نامه اخلاقی در تعارض باشد، روانشناسان ماهیت تعارض را روشن می کنند، تعهد خود را به منشور اخلاقی اعلام می کنند، و اقدامات معقولی برای حل تعارض مطابق با اصول کلی و استانداردهای اخلاقی آیین نامه اخلاقی انجام دهید. تحت هیچ شرایطی نمی توان از این استاندارد برای توجیه یا دفاع از نقض حقوق بشر استفاده کرد.
1.04 حل و فصل غیررسمی تخلفات اخلاقی
وقتی روانشناسان معتقدند که ممکن است یک نقض اخلاقی توسط روانشناس دیگری صورت گرفته باشد، در صورتی که یک راه حل غیررسمی مناسب به نظر برسد و مداخله هیچ کدام را نقض نکند، سعی می کنند موضوع را با جلب توجه آن فرد حل کنند. حقوق محرمانه که ممکن است درگیر باشد. (به استانداردهای 1.02، تضادهای بین اخلاق و قانون، مقررات، یا سایر مراجع قانونی حاکم ، و 1.03، تضاد بین اخلاق و خواسته های سازمانی مراجعه کنید .)
1.05 گزارش تخلفات اخلاقی
اگر یک نقض ظاهری اخلاقی به طور قابل توجهی به یک شخص یا سازمان آسیب رسانده یا احتمالاً به طور قابل توجهی به یک شخص یا سازمان آسیب رسانده است و برای حل غیر رسمی طبق استاندارد 1.04 مناسب نیست ، یا به درستی به این شیوه حل نشده باشد، روانشناسان بر این باورند. اقدام بیشتر متناسب با شرایط چنین اقداماتی ممکن است شامل ارجاع به کمیته های ایالتی یا ملی در زمینه اخلاق حرفه ای، به هیئت های صدور مجوز ایالتی، یا به مقامات نهادی مناسب باشد. این استاندارد زمانی اعمال نمی شود که یک مداخله حقوق محرمانگی را نقض کند یا زمانی که روانشناسان برای بررسی کار روانشناس دیگری که رفتار حرفه ای او مورد سوال است، نگه داشته شده اند. (همچنین به استاندارد 1.02، تعارضات بین اخلاق و قانون، مقررات، یا سایر مراجع قانونی حاکم مراجعه کنید .)
1.06 همکاری با کمیته های اخلاقی
روانشناسان در تحقیقات اخلاقی، رسیدگی ها و الزامات ناشی از APA یا هر انجمن روانشناختی دولتی وابسته ای که به آن تعلق دارند، همکاری می کنند. با انجام این کار، آنها به هر گونه مسائل مربوط به محرمانه بودن رسیدگی می کنند. عدم همکاری خود نقض اخلاق است. با این حال، ارائه درخواست برای تعویق رسیدگی به شکایت اخلاقی در انتظار نتیجه دعوا به تنهایی به منزله عدم همکاری نیست.
1.07 شکایات نادرست
روانشناسان شکایات اخلاقی را که با بی‌توجهی بی‌احتیاطی یا ناآگاهی عمدی از حقایقی که این ادعا را رد می‌کند، تشکیل نمی‌دهند یا تشویق نمی‌کنند.
1.08 تبعیض ناعادلانه علیه شاکیان و پاسخ دهندگان
روانشناسان استخدام، پیشرفت، پذیرش در برنامه های دانشگاهی یا سایر برنامه ها، تصدی شغل یا ارتقای شغلی را صرفاً بر اساس شکایت اخلاقی یا موضوع شکایت آنها منع نمی کنند. این امر مانع از اقدام بر اساس نتیجه چنین دادرسی یا در نظر گرفتن سایر اطلاعات مناسب نیست.
```
بخش 2: شایستگی
```

2.01 مرزهای صلاحیت
(الف) روانشناسان بر اساس تحصیلات، آموزش، تجربه تحت نظارت، مشاوره، مطالعه یا تجربه حرفه ای، خدمات ارائه می دهند، آموزش می دهند و تحقیق می کنند با جمعیت ها و در مناطقی که فقط در محدوده صلاحیت آنها هستند.
(ب) در مواردی که دانش علمی یا حرفه ای در رشته روانشناسی ثابت می کند که درک عوامل مرتبط با سن، جنسیت، هویت جنسی، نژاد، قومیت، فرهنگ، منشاء ملی، مذهب، گرایش جنسی، ناتوانی، زبان، یا وضعیت اجتماعی-اقتصادی برای اجرای مؤثر خدمات یا تحقیقات خود ضروری است، روانشناسان آموزش، تجربه، مشاوره یا نظارت لازم را برای اطمینان از صلاحیت خدمات خود دارند یا کسب می کنند، یا ارجاعات مناسب را انجام می دهند، مگر اینکه همانطور که در استاندارد 2.02 ارائه خدمات در مواقع اضطراری ارائه شده است .
(ج) روانشناسانی که قصد ارائه خدمات، آموزش، یا انجام تحقیقاتی را که شامل جمعیت ها، مناطق، تکنیک ها یا فناوری های جدید برای آنها می شود، آموزش، آموزش، تجربه تحت نظارت، مشاوره یا مطالعه مربوطه را انجام می دهند.
(د) هنگامی که از روانشناسان خواسته می شود خدماتی را به افرادی ارائه دهند که خدمات بهداشت روانی مناسب برای آنها در دسترس نیست و روانشناسان شایستگی لازم را برای آنها کسب نکرده اند، روانشناسان با آموزش یا تجربه قبلی می توانند چنین خدماتی را ارائه دهند تا اطمینان حاصل شود که خدمات اگر با استفاده از تحقیق، آموزش، مشاوره یا مطالعه مرتبط، تلاش معقولی برای کسب شایستگی لازم انجام دهند، انکار نمی شوند.
(ه) در حوزه‌های نوظهوری که در آن استانداردهای عمومی شناخته شده برای آموزش مقدماتی هنوز وجود ندارد، روانشناسان با این وجود گام‌های معقولی برای اطمینان از صلاحیت کار خود و محافظت از مراجع/بیماران، دانش‌آموزان، سرپرستان، شرکت‌کنندگان در پژوهش، مشتریان سازمانی و دیگران از آسیب
(و) روانشناسان هنگام ایفای نقش های پزشکی قانونی با قوانین قضایی یا اداری حاکم بر نقش خود آشنا می شوند یا به طور منطقی آشنا می شوند.
2.02 ارائه خدمات در مواقع اضطراری
در مواقع اضطراری، زمانی که روانشناسان خدماتی را به افرادی ارائه می دهند که سایر خدمات بهداشت روانی برای آنها در دسترس نیست و روانشناسان آموزش لازم را برای آنها ندیده اند، روانشناسان می توانند چنین خدماتی را به منظور اطمینان از عدم امتناع از خدمات ارائه دهند. به محض پایان یافتن وضعیت اضطراری یا ارائه خدمات مناسب، خدمات متوقف می شود.
2.03 حفظ شایستگی
روانشناسان تلاش های مستمری را برای توسعه و حفظ شایستگی خود انجام می دهند.
2.04 مبانی قضاوت های علمی و حرفه ای
کار روانشناسان بر اساس دانش علمی و حرفه ای تثبیت شده این رشته است. (به استانداردهای 2.01e، مرزهای شایستگی ، و 10.01b، رضایت آگاهانه برای درمان نیز مراجعه کنید .)
2.05 واگذاری کار به دیگران
روانشناسانی که کار را به کارمندان، سرپرستان، یا دستیاران پژوهشی یا آموزشی محول می‌کنند یا از خدمات دیگران مانند مترجمان استفاده می‌کنند، اقدامات معقولی انجام می‌دهند تا (1) از واگذاری چنین کاری به افرادی که دارای روابط متعدد هستند، خودداری کنند. با خدماتی که احتمالاً منجر به استثمار یا از دست دادن عینیت می شود. (2) فقط به آن دسته از مسئولیت‌هایی اجازه می‌دهد که می‌توان از چنین افرادی انتظار داشت که بر اساس تحصیلات، آموزش، یا تجربه‌شان، به طور مستقل یا با سطح نظارتی که ارائه می‌شود، به نحو احسن انجام دهند. و (3) مشاهده کنید که چنین افرادی این خدمات را با شایستگی انجام می دهند. (همچنین به استانداردهای 2.02، ارائه خدمات در مواقع اضطراری مراجعه کنید ؛ 3.05، روابط چندگانه ؛ 4.01، حفظ محرمانگی ؛ 9.01، مبانی ارزیابی ها ؛ 9.02، استفاده از ارزیابی ها ؛ 9.03، ارزیابی ها ، 9.03، ارزیابی ها توسط رضایت آگاهانه 0 افراد فاقد صلاحیت .)
2.06 مشکلات و تعارضات شخصی
(الف) روانشناسان زمانی که می دانند یا باید بدانند که این احتمال وجود دارد که مشکلات شخصی آنها را از انجام فعالیت های مربوط به کار به شیوه ای شایسته باز دارد، از شروع فعالیت خودداری می کنند.
(ب) هنگامی که روانشناسان از مشکلات شخصی که ممکن است در انجام وظایف مربوط به کار آنها به اندازه کافی تداخل ایجاد کند، آگاه می شوند، اقدامات مناسب مانند دریافت مشاوره یا کمک حرفه ای را انجام می دهند و تعیین می کنند که آیا باید کارهای مربوط به کار خود را محدود، تعلیق یا خاتمه دهند. وظایف (همچنین به استاندارد 10.10، پایان دادن به درمان مراجعه کنید .)
بخش 2: شایستگی
```
بخش 3: روابط انسانی
```

3.01 تبعیض ناعادلانه
روانشناسان در فعالیت های مرتبط با کار خود درگیر تبعیض ناعادلانه بر اساس سن، جنسیت، هویت جنسی، نژاد، قومیت، فرهنگ، منشاء ملی، مذهب، گرایش جنسی، ناتوانی، وضعیت اجتماعی-اقتصادی، یا هر مبنایی که توسط آنها ممنوع شده است، نمی شوند. قانون
3.02 آزار جنسی
روانشناسان درگیر آزار جنسی نیستند. آزار جنسی عبارت است از درخواست جنسی، پیشرفت‌های فیزیکی، یا رفتار کلامی یا غیرکلامی که ماهیت جنسی دارد، که در ارتباط با فعالیت‌ها یا نقش‌های روان‌شناس به‌عنوان روان‌شناس رخ می‌دهد، و هر یک از آنها (1) ناخواسته، توهین‌آمیز یا ایجاد خصمانه است. محل کار یا محیط آموزشی، و روان‌شناس می‌داند یا به او گفته می‌شود این یا (2) به اندازه‌ای شدید یا شدید است که برای یک فرد منطقی توهین آمیز باشد. زمینه آزار و اذیت جنسی می تواند شامل یک عمل شدید یا شدید یا از چندین عمل مداوم یا فراگیر باشد. (به استاندارد 1.08، تبعیض ناعادلانه علیه شاکیان و پاسخ دهندگان نیز مراجعه کنید .)
3.03 سایر آزار و اذیت
روانشناسان آگاهانه در رفتاری که برای افرادی که در کار خود با آنها تعامل دارند بر اساس عواملی مانند سن، جنسیت، هویت جنسیتی، نژاد، قومیت، فرهنگ، منشاء ملی، مذهب، رفتار آزاردهنده یا تحقیرآمیز انجام نمی دهند. گرایش جنسی، ناتوانی، زبان یا وضعیت اجتماعی-اقتصادی.
3.04 پرهیز از آسیب
(الف) روانشناسان برای جلوگیری از آسیب رساندن به مراجع/بیماران، دانش آموزان، سرپرستان، شرکت کنندگان در تحقیق، مشتریان سازمانی و سایر افرادی که با آنها کار می کنند، اقدامات معقولی انجام می دهند و آسیب را در جایی که قابل پیش بینی و اجتناب ناپذیر است به حداقل برسانند. 
(ب) روان‌شناسان در شکنجه شرکت نمی‌کنند، تسهیل می‌کنند، کمک نمی‌کنند، یا به شکل دیگری درگیر شکنجه نمی‌شوند. یا رفتار تحقیر آمیزی که 3.04(a) را نقض می کند.
3.05 روابط چندگانه 
(الف) یک رابطه چندگانه زمانی رخ می دهد که یک روانشناس در یک نقش حرفه ای با یک فرد باشد و (1) همزمان در نقش دیگری با همان شخص باشد، (2) همزمان در یک رابطه نزدیک با یک فرد باشد. با شخصی که روانشناس با او رابطه حرفه ای دارد مرتبط است یا با او مرتبط است، یا (3) قول می دهد که در آینده با شخص یا شخصی که نزدیک به آن شخص یا با او ارتباط دارد وارد رابطه دیگری شود.
یک روانشناس از وارد شدن به یک رابطه چندگانه پرهیز می کند اگر به طور منطقی انتظار می رود که روابط چندگانه به عینیت، شایستگی یا اثربخشی روانشناس در انجام وظایف او به عنوان یک روانشناس آسیب وارد کند یا در غیر این صورت خطر استثمار یا آسیب رساندن به فردی را که متخصص با او دارد، به همراه داشته باشد. رابطه وجود دارد
روابط چندگانه ای که به طور منطقی انتظار نمی رود باعث آسیب یا خطر بهره برداری یا آسیب شود، غیراخلاقی نیستند.
(ب) اگر یک روانشناس متوجه شود که به دلیل عوامل پیش بینی نشده، یک رابطه چندگانه بالقوه مضر ایجاد شده است، روانشناس اقدامات معقولی را برای حل آن با در نظر گرفتن بهترین منافع شخص آسیب دیده و رعایت حداکثری منشور اخلاقی انجام می دهد.
(ج) هنگامی که روانشناسان بر اساس قانون، خط مشی نهادی یا شرایط غیرعادی ملزم به ایفای بیش از یک نقش در دادرسی های قضایی یا اداری هستند، در ابتدا انتظارات نقش و میزان محرمانگی را روشن می کنند و پس از آن با رخ دادن تغییرات. (به استانداردهای 3.04، اجتناب از آسیب ، و 3.07، درخواست‌های شخص ثالث برای خدمات نیز مراجعه کنید .)
3.06 تعارض منافع
روانشناسان از ایفای نقش حرفه ای خودداری می کنند، زمانی که منافع یا روابط شخصی، علمی، حرفه ای، حقوقی، مالی یا دیگر به طور منطقی انتظار می رود که (1) به عینیت، شایستگی یا اثربخشی آنها در انجام وظایف آنها به عنوان روانشناس آسیب وارد کند. یا (2) شخص یا سازمانی را که رابطه حرفه ای با آنها وجود دارد در معرض آسیب یا استثمار قرار دهد.
3.07 درخواست های شخص ثالث برای خدمات
هنگامی که روانشناسان به درخواست شخص ثالث با ارائه خدمات به شخص یا نهاد موافقت می کنند، روانشناسان سعی می کنند در ابتدای ارائه خدمات ماهیت رابطه با همه افراد یا سازمان های درگیر را روشن کنند. این شفاف سازی شامل نقش روانشناس (به عنوان مثال، درمانگر، مشاور، تشخیص دهنده یا شاهد متخصص)، شناسایی مشتری، استفاده احتمالی از خدمات ارائه شده یا اطلاعات به دست آمده، و این واقعیت است که ممکن است محدودیت هایی وجود داشته باشد. به محرمانه بودن (همچنین به استانداردهای 3.05، روابط چندگانه و 4.02، بحث در مورد محدودیت های محرمانگی مراجعه کنید.)
3.08 روابط استثماری
روانشناسان از افرادی که بر آنها اقتدار نظارتی، ارزیابی یا سایر اختیارات دارند، مانند مراجع/بیمار، دانش‌آموز، سرپرستان، شرکت‌کنندگان در تحقیق و کارمندان استثمار نمی‌کنند. (همچنین رجوع کنید به استانداردهای 3.05، روابط چندگانه ؛ 6.04، هزینه ها و ترتیبات مالی ؛ 6.05، مبادله با مشتریان/بیماران ؛ 7.07، روابط جنسی با دانشجویان و سرپرستان ؛ 10.05، صمیمیت های جنسی با مراجعین . 10.06، صمیمیت جنسی با بستگان یا سایرین قابل توجه مشتریان/بیماران فعلی ، درمان با شرکای جنسی سابق و 10.08، صمیمیت جنسی با مشتریان/بیماران قبلی .
3.09 همکاری با سایر متخصصان
هنگامی که نشان داده شود و از نظر حرفه ای مناسب باشد، روانشناسان با سایر متخصصان همکاری می کنند تا به طور مؤثر و مناسب به مشتریان/بیماران خدمت کنند. (همچنین ببینید استاندارد 4.05، افشاها .)
3.10 رضایت آگاهانه
(الف) هنگامی که روانشناسان تحقیقاتی را انجام می دهند یا خدمات ارزیابی، درمان، مشاوره یا مشاوره را شخصاً یا از طریق انتقال الکترونیکی یا سایر اشکال ارتباطی ارائه می دهند، رضایت آگاهانه فرد یا افرادی را به دست می آورند که از زبانی استفاده می کنند که به طور منطقی برای آن شخص قابل درک باشد یا افراد به جز در مواردی که انجام چنین فعالیت هایی بدون رضایت توسط قانون یا مقررات دولتی یا به نحو دیگری که در این آیین نامه اخلاقی مقرر شده است موظف است. (همچنین به استانداردهای 8.02، رضایت آگاهانه برای تحقیق ؛ 9.03، رضایت آگاهانه در ارزیابی ها ؛ و 10.01، رضایت آگاهانه برای درمان مراجعه کنید .)
(ب) برای افرادی که از نظر قانونی قادر به دادن رضایت آگاهانه نیستند، روانشناسان با این وجود (1) توضیح مناسبی ارائه می دهند، (2) رضایت فرد را می خواهند، (3) ترجیحات و بهترین منافع این افراد را در نظر می گیرند، و (4) مناسب را به دست می آورند. اجازه از یک شخص مجاز قانونی، در صورتی که چنین رضایت جایگزینی توسط قانون مجاز یا لازم باشد. زمانی که رضایت یک فرد دارای مجوز قانونی توسط قانون مجاز یا الزامی نباشد، روانشناسان اقدامات معقولی را برای حمایت از حقوق و رفاه فرد انجام می دهند.
(ج) هنگامی که خدمات روان‌شناختی به دستور دادگاه یا دستور دیگری صادر می‌شود، روان‌شناسان قبل از اقدام، فرد را از ماهیت خدمات پیش‌بینی‌شده، از جمله اینکه آیا خدمات به دستور دادگاه یا اجباری هستند و محدودیت‌های محرمانه، به فرد اطلاع می‌دهند.
(د) روانشناسان به طور مناسب رضایت، اجازه و موافقت کتبی یا شفاهی را مستند می کنند. (همچنین به استانداردهای 8.02، رضایت آگاهانه برای تحقیق ؛ 9.03، رضایت آگاهانه در ارزیابی ها ؛ و 10.01، رضایت آگاهانه برای درمان مراجعه کنید .)
3.11 خدمات روانشناختی ارائه شده به یا از طریق سازمان ها
(الف) روانشناسانی که خدمات را به یا از طریق سازمان ها ارائه می دهند، اطلاعاتی را از قبل به مشتریان و در صورت لزوم به مشتریانی که مستقیماً تحت تأثیر خدمات قرار می گیرند، در مورد (1) ماهیت و اهداف خدمات، (2) دریافت کنندگان مورد نظر، (3) کدام یک از افراد ارائه می دهند. مشتریان هستند، (4) رابطه ای که روانشناس با هر فرد و سازمان خواهد داشت، (5) استفاده احتمالی از خدمات ارائه شده و اطلاعات به دست آمده، (6) کسانی که به اطلاعات دسترسی خواهند داشت، و (7) محدودیت های محرمانگی به محض امکان، آنها اطلاعاتی را در مورد نتایج و نتیجه گیری چنین خدماتی در اختیار افراد مناسب قرار می دهند.
(ب) اگر روانشناسان به موجب قانون یا نقش های سازمانی از ارائه چنین اطلاعاتی به افراد یا گروه های خاص منع می شوند، در همان ابتدا به آن افراد یا گروه ها اطلاع می دهند.
3.12 قطع خدمات روانشناختی،
در صورتی که خدمات روانشناختی به دلیل بیماری روانشناس، مرگ، در دسترس نبودن، جابجایی، یا بازنشستگی یا توسط مشتری/بیمار قطع شود، روانشناسان تلاش معقولی برای برنامه ریزی برای تسهیل خدمات انجام می دهند، مگر اینکه قرارداد دیگری مشمول آن باشد. جابجایی یا محدودیت های مالی (همچنین به استاندارد 6.02c، نگهداری، انتشار و دفع سوابق محرمانه کارهای حرفه ای و علمی مراجعه کنید .)
بخش 4: حریم خصوصی و محرمانه بودن
4.01 حفظ رازداری
روانشناسان وظیفه اصلی دارند و اقدامات احتیاطی منطقی را برای محافظت از اطلاعات محرمانه به دست آمده یا ذخیره شده در هر رسانه ای انجام می دهند، با توجه به این که میزان و حدود محرمانه ممکن است توسط قانون تنظیم شود یا توسط قوانین سازمانی یا روابط حرفه ای یا علمی تعیین شود. (همچنین به استاندارد 2.05، واگذاری کار به دیگران مراجعه کنید .)
4.02 بحث در مورد حدود محرمانه بودن
(الف) روانشناسان با افراد (از جمله، تا حد امکان، افرادی که از نظر قانونی قادر به دادن رضایت آگاهانه نیستند و نمایندگان قانونی آنها) و سازمان هایی که با آنها رابطه علمی یا حرفه ای برقرار می کنند، بحث می کنند (1) حدود مربوط به رازداری و ( 2) استفاده های قابل پیش بینی از اطلاعات تولید شده از طریق فعالیت های روانی آنها. (همچنین به استاندارد 3.10، رضایت آگاهانه مراجعه کنید .)
(ب) بحث در مورد محرمانه بودن در ابتدای رابطه و پس از آن به دلیل شرایط جدید ممکن است انجام شود، مگر اینکه امکان پذیر نباشد یا منع شود.
(ج) روانشناسانی که خدمات، محصولات یا اطلاعاتی را از طریق انتقال الکترونیکی ارائه می دهند، مشتریان/بیماران را از خطرات حریم خصوصی و محدودیت های محرمانگی آگاه می کنند.
4.03 ضبط
قبل از ضبط صداها یا تصاویر افرادی که به آنها خدمات ارائه می دهند، روانشناسان از همه این افراد یا نمایندگان قانونی آنها اجازه می گیرند. (همچنین به استانداردهای 8.03، رضایت آگاهانه برای ضبط صداها و تصاویر در تحقیق ، 8.05، عدم رضایت آگاهانه برای تحقیق ، و 8.07، فریب در پژوهش مراجعه کنید .)
4.04 به حداقل رساندن نفوذ در حریم خصوصی
(الف) روانشناسان در گزارش ها و مشاوره های کتبی و شفاهی، فقط اطلاعاتی را که مربوط به هدفی است که ارتباط برقرار شده است، لحاظ می کنند.
(ب) روانشناسان اطلاعات محرمانه ای را که در کار خود به دست می آورند فقط برای مقاصد علمی یا حرفه ای مناسب و فقط با افرادی که آشکارا درگیر چنین موضوعاتی هستند بحث می کنند.
4.05 افشاگری ها
(الف) روانشناسان ممکن است اطلاعات محرمانه را با رضایت مناسب مشتری سازمانی، مشتری/بیمار منفرد، یا شخص مجاز قانونی دیگر از طرف مشتری/بیمار افشا کنند، مگر اینکه توسط قانون منع شده باشد.
(ب) روانشناسان اطلاعات محرمانه را بدون رضایت فرد فقط طبق قانون یا در مواردی که قانون اجازه می دهد برای اهداف معتبری مانند (1) ارائه خدمات حرفه ای مورد نیاز افشا می کنند. (2) مشاوره تخصصی مناسب را به دست آورید. (3) از مراجع/بیمار، روانشناس یا دیگران در برابر آسیب محافظت کنید. یا (4) پرداختی برای خدمات از مشتری/بیمار دریافت کنید، که در آن افشای نمونه به حداقلی که برای دستیابی به هدف ضروری است محدود می شود. (به استاندارد 6.04e، هزینه ها و ترتیبات مالی نیز مراجعه کنید .)
4.06 مشاوره
هنگام مشاوره با همکاران، (1) روانشناسان اطلاعات محرمانه ای را که به طور منطقی می تواند منجر به شناسایی مشتری/بیمار، شرکت کننده در تحقیق یا فرد یا سازمان دیگری که با آنها رابطه محرمانه ای دارند فاش نکنند، مگر اینکه قبلاً آن را به دست آورده باشند. نمی توان از رضایت شخص یا سازمان یا افشای آن اجتناب کرد و (2) آنها اطلاعات را تنها تا حدی که برای دستیابی به اهداف ضروری است افشا می کنند. مشاوره (همچنین به استاندارد 4.01، حفظ محرمانگی مراجعه کنید .)
4.07 استفاده از اطلاعات محرمانه برای اهداف آموزشی یا سایر مقاصد
روانشناسان در نوشته ها، سخنرانی ها یا سایر رسانه های عمومی، اطلاعات محرمانه و قابل شناسایی شخصی مربوط به مشتریان/بیماران، دانش آموزان، شرکت کنندگان در تحقیق، مشتریان سازمانی یا سایر دریافت کنندگان خدمات خود را افشا نمی کنند. که در حین کار خود به دست آورده اند، مگر اینکه (1) اقدامات معقولی برای پنهان کردن شخص انجام دهند یا سازمان، (2) شخص یا سازمان کتباً رضایت داده است، یا (3) مجوز قانونی برای انجام این کار وجود دارد.
```
بخش 5: تبلیغات و سایر اظهارات عمومی
```

5.01 اجتناب از اظهارات نادرست یا فریبنده
(الف) بیانیه‌های عمومی شامل، اما نه محدود به تبلیغات پولی یا بدون پرداخت، تأیید محصول، درخواست‌های کمک هزینه، درخواست‌های صدور مجوز، سایر برنامه‌های صدور اعتبار، بروشورها، مطالب چاپی، فهرست‌های فهرست راهنما، رزومه شخصی یا رزومه تحصیلی، یا نظراتی برای استفاده در رسانه‌هایی مانند به عنوان ارسال چاپی یا الکترونیکی، اظهارات در مراحل قانونی، سخنرانی ها و ارائه های شفاهی عمومی و مطالب منتشر شده. روانشناسان آگاهانه اظهارات علنی نادرست، فریبنده یا متقلبانه در مورد تحقیقات، عمل، یا سایر فعالیت های کاری خود یا افراد یا سازمان هایی که به آنها وابسته هستند، بیان نمی کنند.
(ب) روانشناسان در مورد (1) آموزش، تجربه یا شایستگی خود اظهارات نادرست، فریبنده یا متقلبانه نمی دهند. (2) مدارک تحصیلی آنها؛ (3) اعتبار آنها؛ (4) وابستگی های سازمانی یا انجمنی آنها؛ (5) خدمات آنها؛ (6) مبنای علمی یا بالینی یا نتایج یا درجه موفقیت خدمات آنها؛ (7) هزینه های آنها. یا (8) انتشارات یا یافته های تحقیقاتی آنها.
(ج) روانشناسان مدارک را به عنوان گواهینامه خدمات بهداشتی خود تنها در صورتی ادعا می کنند که آن مدارک (1) از یک موسسه آموزشی معتبر منطقه ای به دست آمده باشد یا (2) مبنای مجوز روانشناسی توسط دولتی باشد که در آن فعالیت می کنند.
5.02 اظهارات دیگران
(الف) روانشناسانی که دیگران را برای ایجاد یا قرار دادن بیانیه‌های عمومی درگیر می‌کنند که عملکرد، محصولات یا فعالیت‌های حرفه‌ای آنها را ترویج می‌کند، مسئولیت حرفه‌ای در قبال چنین اظهاراتی را حفظ می‌کنند.
(ب) روانشناسان در ازای تبلیغات در یک خبر به کارکنان مطبوعات، رادیو، تلویزیون یا سایر رسانه های ارتباطی غرامت پرداخت نمی کنند. (همچنین به استاندارد 1.01، استفاده نادرست از کار روانشناسان مراجعه کنید .)
(ج) یک آگهی پولی مربوط به فعالیت های روانشناسان باید شناسایی یا به وضوح قابل تشخیص باشد.
5.03 شرح کارگاه‌ها و برنامه‌های آموزشی بدون اعطای مدرک
، روان‌شناسان مسئول اطلاعیه‌ها، کاتالوگ‌ها، بروشورها، یا آگهی‌هایی که کارگاه‌ها، سمینارها یا سایر برنامه‌های آموزشی غیر اعطایی مدرک را توصیف می‌کنند، به میزانی که کنترل می‌کنند مخاطبانی که برنامه برای آنها در نظر گرفته شده است، اهداف آموزشی، مجریان و هزینه های مربوطه را توصیف کنید.
5.04 ارائه رسانه ای
هنگامی که روانشناسان مشاوره یا نظر عمومی را از طریق چاپ، اینترنت یا سایر ارسال های الکترونیکی ارائه می دهند، اقدامات احتیاطی را انجام می دهند تا اطمینان حاصل شود که اظهارات (1) بر اساس دانش، آموزش یا تجربه حرفه ای آنها مطابق با ادبیات و عملکرد روانشناختی مناسب است. (2) در غیر این صورت با این کد اخلاقی سازگار است. و (3) نشان نمی دهد که یک رابطه حرفه ای با گیرنده ایجاد شده است. (همچنین به استاندارد 2.04، مبانی قضاوت های علمی و حرفه ای مراجعه کنید .)
5.05 شهادت ها
روانشناسان از مراجعان/بیماران فعلی درمان یا سایر افرادی که به دلیل شرایط خاص خود در معرض تأثیرات ناروا آسیب پذیر هستند، درخواست نمی کنند.
5.06 درخواست حضوری
روانشناسان به طور مستقیم یا از طریق نمایندگان درگیر درخواست حضوری ناخوانده برای کسب و کار از مشتریان/بیماران واقعی یا بالقوه درمانی یا سایر افرادی نیستند که به دلیل شرایط خاص خود در معرض تأثیرات ناروا هستند. با این حال، این ممنوعیت مانع از (1) تلاش برای اجرای تماس های وثیقه مناسب به منظور بهره مندی از مشتری/بیمار درمان شده یا (2) ارائه خدمات مرتبط با بلایا یا جامعه نیست.